# Franzl Lang
Franz „Franzl“ Lang (* 28. Dezember 1930 in Obersendling, München; † 6. Dezember 2015 in München) war ein deutscher Sänger, Jodler, Gitarrist und Akkordeonspieler. 

## Leben
Franz Lang wuchs in München auf und erlernte nach der Schule den Beruf des Werkzeugmachers. Bereits als 9-Jähriger bekam er ein Akkordeon, das später zu einem seiner Markenzeichen wurde. Der Volksschauspieler Ludwig Schmid-Wildy holte ihn ins Münchner Platzl, wo er seine erste Bühnenerfahrung machte. Es folgten Probeaufnahmen und bald kam der erste Plattenvertrag. Seine Aufnahme Kuckucksjodler machte ihn berühmt. Zahlreiche Auftritte bei Rundfunk und Fernsehen folgten, in denen er sang und vor allem jodelte. 
Unter der Regie von Kurt Hoffmann trat er mit einem Titel im Film Salzburger Geschichten 1956 auf; im Jahr 1961 übernahm er eine Nebenrolle im Heimatfilm Der Orgelbauer von St. Marien, in dem er unter anderem den Königsjodler sang. Im folgenden Jahr war er mit dem Lach-Jodler an der Seite von Kurt Großkurth im Schlagerfilm Tanze mit mir in den Morgen zu sehen und trat mit Franz noch a Gstanzl in Drei Liebesbriefe aus Tirol auf.
Im Jahr 1968 hatte er mit dem Kufsteinlied seinen größten Erfolg. Das mehrfach preisgekrönte volkstümliche Heimatlied über das kleine Tiroler Städtchen Kufstein wurde zu einem Evergreen der Volksmusik. Das Lied wurde auch von zahlreichen anderen Künstlern aufgenommen, so etwa von Heino, Maria und Margot Hellwig und Marianne und Michael.
In den 1970er-Jahren war er Dauergast bei den Lustigen Musikanten im ZDF und bei anderen volkstümlichen Sendungen. Auch war er auf zahlreichen Konzertreisen zu hören und zu sehen. Mit über 500 eingesungenen Titeln, mehr als 10 Millionen verkauften Tonträgern, 20 Goldenen und einer Platin-Schallplatte gehört er zu den erfolgreichsten Sängern der Volksmusikbranche.
Seit 1954 war er mit seiner Frau Johanna verheiratet. Das Paar bekam einen Sohn und eine Tochter. Franzl Lang starb am 6. Dezember 2015 im Alter von 84 Jahren in einem Münchener Krankenhaus an multiplem Organversagen. Er litt zuletzt an Diabetes und Grauem Star. Langs Leichnam wurde eingeäschert und seine Urne im Münchener Waldfriedhof begraben.

## Ehrungen
- 1987 Goldener Nürnberger Trichter der Nürnberger Trichter Karnevalsgesellschaft e. V. 1909
- 20 Goldene Schallplatten und eine Platin-Schallplatte.
- Hermann-Löns-Medaille
- Ehrenring der „Phonogram“

## Erfolgstitel
- Jahreszeiten-Jodler 1956
- Kuckucksjodler
- Der Königsjodler 1961
- Bergvagabunden 1962
- Erzherzog-Johann-Jodler 1964
- Das Kufsteinlied (Die Perle Tirols) 1968 (Single: Philips 384 536 PF)
- Wenn ich auf hohen Bergen steh 1968
- Zillertal, du bist mei’ Freud 1969
- Die Dampfnudl 1969 (gemeinsam mit Tochter Christl)
- Der Echo-Jodler vom Königsee 1970
- Ich möcht gern an Biersee 1970
- Mei Vata is a Appenzeller 1973
- Ich wünsch’ mir eine Jodlerbraut 1974
- Auf'm Tanzbod'n bei der Wirtin zum Stern 1979
- Auf und auf voll Lebenslust 1988

## Diskografie (Alben)
- 1960: Franzl Lang singt und jodelt (LP: Columbia FL 228)
- 1968: Jubiläum beim Jodlerwirt – 10 Jahre Franzl Lang (LP: Philips 840 462 PY)
- 1970: Bergweihnacht (LP: Philips 63 883, Aufnahme: 1970)
- 1972: Jodlerkönig Franzl Lang (LP: Philips 61 531)
- 1977: Urlaub in den Bergen
- 1979: Musik aus den Bergen
- 1987: Schön ist’s auf der Welt
- 1991: Mir geht’s guat
- 1996: Freude am Leben
- Alpen-Echo
- Das original Kufsteiner Lied
- Der Königsjodler
- Die schönsten Volkslieder
- Die schönsten Jodler der Welt
- Echo der Berge
- Freunde der Berge
- Goldene Sonne, goldene Berge
- Himmel, Harsch und Firn mit den Kaiserlich Böhmischen
- Holladaratata
- In Oberkrain
- Kameraden der Berge
- Komm mit in die Berge
- Lagerfeuer in den Bergen
- Ski Heil
- Stimmung beim Bier
- Stimmung beim Jodlerwirt
- Wir kommen von den Bergen
- Zillertal, du bist mei Freud
- Tirol Heimat der Berge
- Im Wilden Westen
- Grüß Gott in Bayern
- Zünftig pfundig kreuzfidel
- Das Bayernland
- Der weißblaue Hammer

## Filmografie
- 1956: Salzburger Geschichten
- 1961: Drei weiße Birken
- 1961: Der Orgelbauer von St. Marien
- 1961: Schlager-Revue 1962
- 1962: Tanze mit mir in den Morgen
- 1962: Drei Liebesbriefe aus Tirol